# South Shields
South Shields és una ciutat costanera situada a la desembocadura del riu Tyne, a Anglaterra, a només sis quilòmetres corrent avall de Newcastle upon Tyne. Històricament part del comtat de Durham (fins al 1974 en depengué administrativament), la ciutat té una població de 75.337 habitants, essent la tercera més poblada de l'àrea metropolitana de Tyneside només per darrere de Newcastle i Gateshead. Forma part del municipi metropolità de South Tyneside, que inclou les ciutats de Jarrow i Hebburn.

## Personalitats destacades

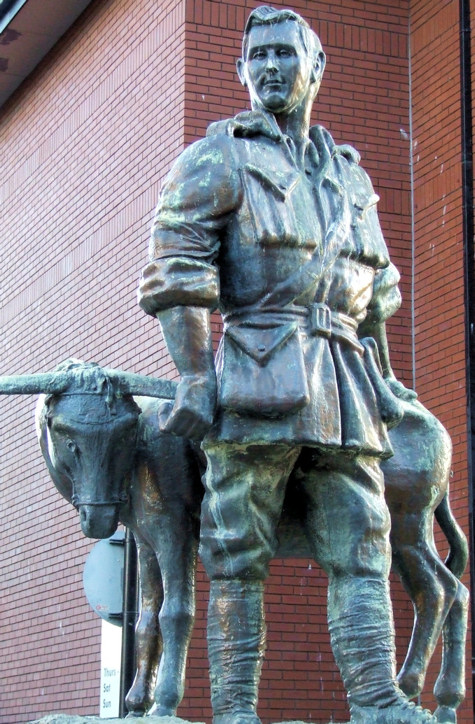
(1892–1915) John Simpson Kirkpatrick. Fill perdut a la campanya de Gal·lípoli durant la Primera Guerra Mundial,
amb el seu ase; Ocean Road, South Shields, esculpit per Robert Olley. L'estàtua va ser descoberta el 1988 per l'alcalde, Albert Tate.

Hi ha hagut moltes personalitats associades amb South Shields, entre els quals destaquen:
- Kane Avellano - motorista de llargues distàncies amb el Record Guiness per ser la persona més jove en fer la volta al món en motocicleta (sol i sense suport) amb 23 anys el 2017[4]
- Perrie Edwards i Jade Thirlwall (cantants) del grup Little Mix[5]
- Joe McElderry[6]
- Lulu James[7]
- Ridley Scott[8]
- William Wouldhave - Creador del bot salvavides[9]
- Eric Idle[10]
- John N. Gray - Filòsof[11]
- Frank Williams - Fundador i director de l'equip de Formula 1 Williams F1[12]
- Phil Brown - Ex-entrenador del Preston North End F.C.
- Elinor Brent-Dyer[13]
- Catherine Cookson[5]
- Flora Robson - Actriu nominada als premis Oscar[14]
- Claire Rutter - Soprano[15]
- Sir William Fox - Polític i primer ministre de Nova Zelanda en quatre ocasions durant la dècada de 1800
- Jack Brymer[16]
- Dorfy[17]
- Ginger - Cantant i guitarrista dels Wildhearts[18]
- Craig Conway - Actor[19]
- Steve Furst - Còmic[5]
- Sarah Millican - Còmica[20]
- Tom Curry - antic jugador del Newcastle United i víctima del desastre aeri de Múnic
- Robert Olley - Artista i escultor[21]
- David Phillips - Químic[22]
- John Simpson Kirkpatrick - Heroi de guerra de l'ANZAC[23]
- John Erickson - Historiador i consultor de l'ONU[24]
- Martyn Waghorn - Futbolista
- Graham Hodgson - Artista i il·lustrador[25]
- Chris Ramsey - Còmic[26]
- Sermstyle
- Dave Wilson
- Josef Craig
- John Woodvine[27]
- Michael Algar - a.k.a. Olga. Guitarrista, cantant i compositor de la banda de música Toy Dolls.[28]
- Gary Young